# Дганит, Лея
Дганит (Коренман) Лея (1907, Брест-Литовск — 2 ноября 1985, Израиль) — израильская театральная актриса, певица, художница.

## Биография
Коренман Лея родилась в Брест-Литовске. В 1924 эмигрировала в Эрец-Исраэль. С 1925 играла в театре «Огель» вплоть до его закрытия в 1969. Была второй женой Моше Халеви.
Кроме того Дганит была одарённой художницей. Училась у известного израильского художника Иезекиеля Штрайхмана. Компанией «Capitol Records» была выпущена пластинка «Song of Israel» в исполнении Дганит.